# Список Почесних Докторів Львівського національного медичного університету імені Данила Галицького
Список Почесних Докторів Львівського національного медичного університету імені Данила Галицького
Традицію присвоєння звання «Почесний доктор» (Doctor Honoris Causa) започаткували у Львівському університеті на початку ХХ ст. У 1994 р. цю традицію відновили. 2008 року у вестибюлі адміністративного корпусу університету встановлено мармурову плиту з переліком Почесних докторів Львівського національного медичного університету імені Данила Галицького.

## А
Абель Джон, фармакологія та ендокринологія, 1926

Айзенманн Бернар, кардіохірургія, 2009

## Б
Жозеф Бабінскі (фр. Joseph Jules François Félix Babinski), неврологія, 1911

Бадені Станіслав, меценат медичного факультету, 1912

Барановський Ігнаци, внутрішні хвороби, 1912

Бейнц Шарль, біохімія та радіобіологія, 1995

## В
Вертелецький Володимир Євгенович, медична генетика,педіатрія, 2010

Воробей Олександр, проктологія, 2011

## Г
Гельбріге Теодор, дитячі хвороби, 1997

Гоц Роберт, політологія та біоетика, 1996

Грещишин Мирослав, акушерство та гінекологія, 1997

Григлєвський Ришард, фармакологія, 2001

Гук Ігор, кардіологія та трансплантологія, 1997

## Д
Деген Ніна, психіатрія, 1999

Джуль Павло, оториноларингологія, 1998

Дзятковський Антоній, кардіохірургія, 2002

## Е
Екснер Ульріх, ортопедія, 2009

## І
Імєліньський Казімеж, сексологія, 1998

## К
Квашніцкі Август, педіатрія та гігієна, 1923

Ксьонжек Анджей, внутрішні хвороби, нефрологія, 2010

Кундієв Юрій, гігієна праці, 2013

Курпіш Мацей, імунологія та генетика, 2011

Кушинг Гарві, нейрохірургія, 1926

## Л
Лоренц Єжи, урологія, 2009

## М
Митник Зіновій, внутрішні хвороби, 2010

Мітєв Ваньо, біохімія та молекулярна біологія, 2012

Мюрад Ферід, фармакологія та інтегративна біологія, 2001

## Н
Нейссер Альберт, внутрішні хвороби, 1911

## O
Оельшлегель Фрід, соціальна медицина, 1999

## П
Пріц Альфред, психіатрія, 1997

Пундій Павло, внутрішіні хвороби, 1995

## Р
Реліґа Збіґнєв, кардіохірургія, 1997

Розенфельд Леонід, рентгенологія та радіологія, 2009

## C
Садовський Єжи, кардіохірургія, 2005

Сердюк Андрій, гігієна та медична екологія, 2013

## T
Трахтенберг Ісаак Михайлович, гігієна і токсикологія, 2013

## Ф
Фосс Губертус, неонатологія, реабілітація в педіатрії, 2010

## Х
Хрептовський Ахіль, внутрішні хвороби, 1994

## Ш
Шалімов Олександр, хірургія, 1997

Шнайдер Рішар, кардіологія 2009

Штарк Міхаель, психіатрія, 2000